# Eucheira socialis
Eucheira socialis is een vlindersoort uit de familie van de Pieridae (witjes), onderfamilie Pierinae.
Eucheira socialis werd in 1834 beschreven door Westwood.